# Mercedes-Benz W638
La sigla W638 identifica due modelli Mercedes-Benz nati dallo stesso progetto, vale a dire la prima generazione della monovolume di grossa taglia Classe V e il veicolo commerciale leggero Vito, prodotti dal 1995 al 2003.

## Profilo

### Genesi
La W638 costituì in quegli anni il nuovo modello Mercedes-Benz basato sull'ossatura di un furgone e caratterizzato dalla presenza della trazione anteriore, un fatto piuttosto insolito per la Casa tedesca. Si trattò inoltre di un nuovo progetto avviato e sviluppato in collaborazione con un'altra Casa automobilistica. Infatti, già nei primi anni sessanta la Daimler-Benz, che già dal 1959 era entrata nel capitale azionario della DKW per lo sviluppo e la realizzazione di modelli di fascia più popolare, mise in commercio il furgone N1300, che sfruttava appieno la base meccanica del modello di Ingolstadt, denominato F1000 e già esso caratterizzato dalla trazione sull'avantreno. Successivamente all'inizio del decennio seguente, venne commercializzato il furgone L206 di origine Tempo-Hanomag, ed anch'esso con trazione anteriore. Infine, dieci anni dopo, fu lanciato l'MB100, considerato il vero antenato diretto della famiglia e ancora una volta frutto dell'evoluzione del già citato F1000 della DKW.
Tutta questa digressione serve a dimostrare che il marchio della Stella a tre punte non era affatto a digiuno di veicoli a trazione anteriore, ma aveva già avuto in realtà i suoi precedenti. Per la produzione dell'erede dell'MB100, stavolta venne stretto un accordo con un'altra Casa tedesca, la Volkswagen, che fornì la base meccanica, mutuata dal furgone Transporter.
Il progetto W638 avrebbe dato origine a due modelli, strettamente imparentati tra loro. Uno di essi era la prima generazione del furgone Vito, più spartano per via della sua destinazione di utilizzo, mentre l'altro sarebbe stato la prima generazione della Classe V, una vera e propria monovolume, più raffinata e quindi più simile per questo a tutte le altre Mercedes-Benz prodotte all'epoca.

Entrambi i modelli sono stati prodotti nello stabilimento spagnolo di Vitoria, un ex-impianto DKW rilevato dalla Daimler-Benz in seguito al distacco di quest'ultima dalla collaborazione con la Casa di Ingolstadt (alla Daimler-Benz sarebbe subentrata proprio la Volkswagen).

### Classe V
Nel 1996 viene introdotta la prima generazione della Classe V Mercedes-Benz. Si tratta, come già detto, della prima monovolume prodotta dalla Mercedes-Benz. Inizialmente doveva chiamarsi Viano, ma alla fine è stato scelto di chiamarla Classe V per comprenderla in maniera più evidente nella normale gamma automobilistica, composta da altre "classi" contrassegnate da una lettera. Il vano motore è di capienza limitata, cosicché riesce ad ospitare solo motori a 4 cilindri in linea, e non i più grandi 6 cilindri in linea della serie M104. Per avere una motorizzazione di punta, quindi, la Casa di Stoccarda ha dovuto richiedere anche un V6 da 2.8 litri alla Volkswagen. Grazie alla sua particolare architettura, il V6 di Wolfsburg ha potuto trovare posto sotto il cofano motore della V280, che è andata così a costituire il top di gamma della Classe V.

Grazie alle sue dimensioni generose, le vetture della Classe V offrivano spazio a volontà e fino ad otto posti. Per quanto riguardava la capacità di carico, si passava dai 581 litri con tutti i sedili presenti a ben 3406 litri abbattendo le due file di sedili posteriori. La praticità diventava ancor più evidente considerando i portelloni posteriori scorrevoli che permettevano di salire e scendere dall'autovettura anche in caso di parcheggio in spazi stretti. Si trattava quindi di vetture che permettevano di viaggiare nel comfort più assoluto, ed in tutta sicurezza, grazie ad una dotazione di serie che comprendeva tra l'altro il dispositivo ABS, il ETS e sospensioni posteriori di tipo pneumatico regolabili automaticamente.

Meccanicamente, la Classe V offriva un avantreno di tipo MacPherson ed un retrotreno a bracci obliqui. L'impianto frenante era a dischi, di cui quelli anteriori erano autoventilanti. Il cambio era in genere manuale a 5 marce, ma la versione di punta offriva di serie un cambio automatico a 4 rapporti.

La Classe V esordisce nell'agosto del 1996: inizialmente la gamma era composta da tre modelli:
- V200 con motore da 2 litri e 102 CV (prevista solo per i mercati italiano, portoghese e greco);
- V230 con motore da 2.3 litri e 143 CV;
- V230 Turbodiesel, con motore diesel da 2.3 litri e 98 CV.

I livelli di allestimento erano tre, denominati Trend, Fashion e Ambiente.

Nel luglio del 1997 la gamma si arricchisce con l'arrivo della già citata V280, modello di punta equipaggiato dal V6 Volkswagen da 2.8 litri, caratterizzato da un angolo molto stretto tra le bancate, di soli 15°. Tale versione era l'unica a prevedere solo sei posti anziché otto.

Nel 1999 c'è stato il restyling della Classe V: esternamente lo si notava da pochi dettagli, in particolar modo la mascherina in tinta con la carrozzeria. Meccanicamente, invece, il vecchio turbodiesel con pre-camera viene rimpiazzato da due moderne unità turbodiesel common rail da 2.2 litri e rispettivamente da 102 e 122 CV. Questi motori caratterizzavano quindi i modelli V200 CDI e V220 CDI. Ma la V200 CDI, in ogni caso, non era prevista per il mercato italiano. Le tre versioni a benzina con motori da 2, 2.3 e 2.8 litri sono rimasti invece in listino.

Nell'agosto del 2001, la V200 e la V280 escono di produzione, lasciando in listino solo i modelli V230, la V220 CDI e la V200 CDI laddove prevista.

In realtà, la Classe V non ottenne un gran successo, probabilmente perché ancora poco digeribile da una clientela conservatrice come quella della Mercedes-Benz. Ma di lì a poco, la gamma si sarebbe arricchita con altre monovolumi, di taglia sensibilmente inferiore, ma che avrebbero ottenuto un gran successo. La carriera della Classe V terminò nel 2003, sostituita dal Viano.

### Vito

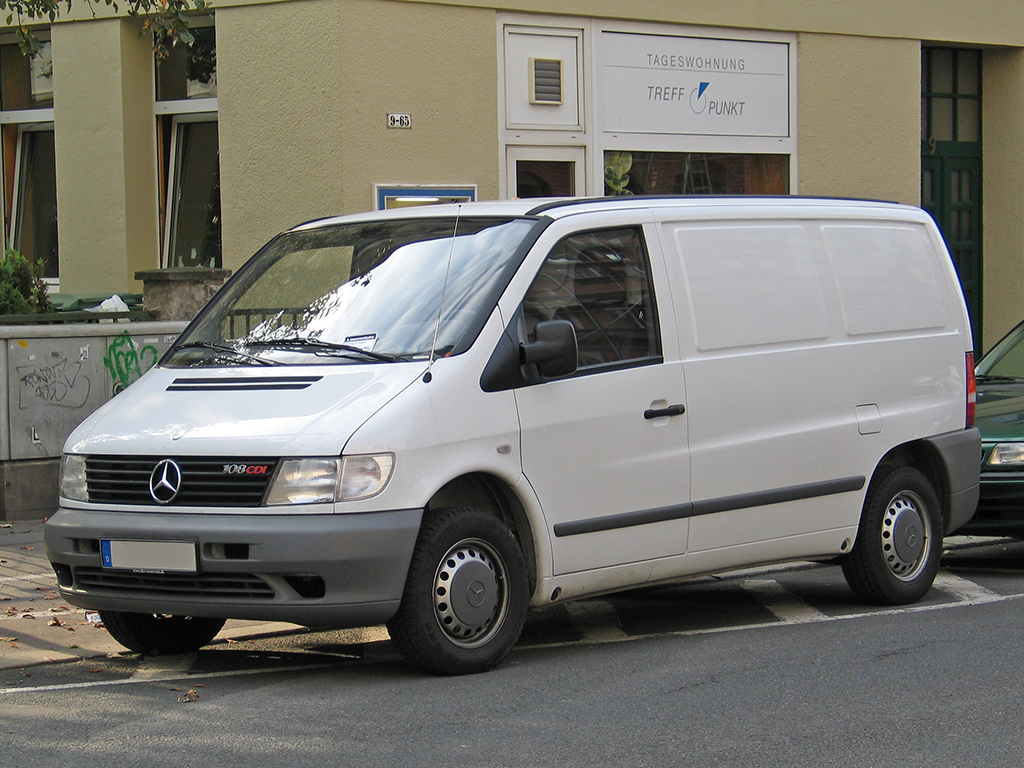
Un Vito in versione furgonata

Parallelamente alla Classe V, venne introdotta sul mercato la prima generazione del Mercedes-Benz Vito, destinato ad essere utilizzato prevalentemente come furgone, per impieghi commerciali. Al contrario della Classe V, il Vito ha quindi un suo precursore, vale a dire il modello MB100, uscito di produzione nel 1995.

Il nome Vito deriva dalla contrazione del nome della località spagnola di Vitoria, dove si trova lo stabilimento in cui viene assemblato. È stato proposto in più varianti:
- a due file di sedili con vano di carico ridotto;
- ad una sola fila di sedili con grande vano di carico;
- in versione pullmino con tre file di sedili e 7 o 8 con configurazioni 2-3-3 0 3-2-3 (in quest'ultima configurazione il posto a fianco del guidatore era sdoppiato per contenere 2 passeggeri).

La versione pullmino è simile alla Classe V, ma gli allestimenti meno lussuosi e più spartani. Rispetto alla Classe V, inoltre, il Vito si differenzia per il diverso disegno del frontale, con mascherina più grande e fari anch'essi di dimensioni maggiori, ma in un tutt'uno dal disegno più semplice.

La gamma iniziale del Vito era composta da:
- Vito 113 con motore 2 litri da 102 CV;
- Vito 114 con motore 2.3 litri da 143 CV;
- Vito 108D con motore diesel aspirato da 2.3 litri e 79 CV;
- Vito 110D con motore turbodiesel da 2.3 litri e 98 CV.

Era presente quindi anche un motore diesel aspirato, che invece era assente nella gamma della Classe V, ed inoltre non era previsto il 2.8 di origine Volkswagen. Durante la sua carriera, la gamma del Vito ha conosciuto evoluzioni simili a quelle avutesi nella gamma della Classe V. L'unica eccezione è data dal fatto che il restyling del 1999 ha portato, oltre alle due unità turbodiesel common rail, anche un'ulteriore unità, sempre da 2.2 litri e sempre common rail, ma depotenziato ad 82 CV. Tale unità sostituisce il 2.3 diesel aspirato.

Per il suo favorevole rapporto tra dimensioni compatte e capacità di carico, il Vito prima serie ha conosciuto un buon successo di vendite.

Anche il Vito prima serie, come la Classe V, è stato tolto di produzione nel 2003, sostituito dal Vito seconda serie, basato sullo stesso progetto W639 che ha dato origine al Viano.

## Riepilogo caratteristiche
Di seguito vengono proposte le principali caratteristiche delle versioni previste per la Classe V e per il Vito. Per quanto riguarda la Classe V, i prezzi riportati sono quelli relativi alla versione con livello di allestimento Trend, il meno costoso.

Quanto ai dati relativi al Vito, la massa si intende riferita alla versione pullmino. Le versioni promiscua e furgonata sono più leggere di diverse decine di kg e fino a circa un quintale in meno, con conseguenti variazioni anche nei dati prestazionali.

### Classe V
| Modello                                                                            | Sigla telaio       | Motore                          | Cilindrata cm³     | Alimentazione                                                         | Potenza CV/rpm     | Coppia Nm/rpm      | Cambio/ N°rapporti      | Massa a vuoto (kg) | Velocità max       | Acceler. 0–100 km/h | Consumo (l/100 km) | Anni di produzione | Prezzo al debutto in milioni di lire |
| Versioni a benzina                                                                 | Versioni a benzina | Versioni a benzina              | Versioni a benzina | Versioni a benzina                                                    | Versioni a benzina | Versioni a benzina | Versioni a benzina      | Versioni a benzina | Versioni a benzina | Versioni a benzina  | Versioni a benzina | Versioni a benzina | Versioni a benzina                   |
| ---------------------------------------------------------------------------------- | ------------------ | ------------------------------- | ------------------ | --------------------------------------------------------------------- | ------------------ | ------------------ | ----------------------- | ------------------ | ------------------ | ------------------- | ------------------ | ------------------ | ------------------------------------ |
| V2001                                                                              | 638.214            | M111E20 (111.948)               | 1998               | Iniezione elettronica                                                 | 129/5100           | 180/4200           | Manuale a 5 marce       | 1925               | 169                | 16"4                | 11,4               | 07/1996-01/1999    | 54,95                                |
| V2001                                                                              | 638.294            | M111E20 (111.950)               | 1998               | Iniezione elettronica                                                 | 129/5100           | 186/ 3500-4600     | Manuale a 5 marce       | 1925               | 167                | 17"1                | 12,7               | 01/1999-08/2001    | 55,95                                |
| V230                                                                               | 638.234            | M111E23 (111.978)               | 2295               | Iniezione elettronica                                                 | 143/5000           | 210/4000           | Manuale a 5 marce       | 1925               | 174                | 14"5                | 11,6               | 08/1996-01/1999    | 58,6                                 |
| V230                                                                               | 638.294            | M111E23 (111.980)               | 2295               | Iniezione elettronica                                                 | 143/5000           | 215/ 3500-4500     | Manuale a 5 marce       | 1925               | 171                | 13"6                | 11,7               | 06/1999-12/2003    | 58,55                                |
| V280                                                                               | 638.244            | M104VR62 (104.900)              | 2792               | Iniezione elettronica                                                 | 174/6000           | 237/ 2800-3200     | Automatico a 4 rapporti | 1995               | 189                | 12"7                | 13,8               | 07/1997-08/2001    | 66,65                                |
| Versioni diesel                                                                    |                    |                                 |                    |                                                                       |                    |                    |                         |                    |                    |                     |                    |                    |                                      |
| V200 CDI3                                                                          | 638.294            | OM611DE22LA red. (611.980 red.) | 2148               | Iniezione diretta common rail e turbocompressore                      | 102/3800           | 250/ 1600-2400     | Manuale a 5 marce       | 1935               | 155                | 20"6                | 8                  | 01/1999-12/2003    | -                                    |
| V220 CDI                                                                           | 638.294            | OM611DE22LA (611.980)           | 2148               | Iniezione diretta common rail e turbocompressore                      | 122/3800           | 300/ 1800-2500     | Manuale a 5 marce       | 1935               | 164                | 17"5                | 8                  | 01/1999-12/2003    | 58,89                                |
| V230 turbodiesel                                                                   | 638.274            | OM601D23LA (601.970)            | 2299               | Iniezione indiretta con pre-camera, pompa in linea e turbocompressore | 98/3800            | 230/ 1700-2400     | Manuale a 5 marce       | 1940               | 156                | 20"6                | 8,8                | 08/1996-01/1999    | 56,45                                |
| 1Solo per l'Italia, il Portogallo e la Grecia 2Motore Volkswagen 3Non per l'Italia |                    |                                 |                    |                                                                       |                    |                    |                         |                    |                    |                     |                    |                    |                                      |

### Vito
| Modello            | Sigla telaio       | Motore                          | Cilindrata cm³     | Alimentazione                                                         | Potenza CV/rpm     | Coppia Nm/rpm      | Cambio/ N°rapporti | Massa a vuoto (kg) | Velocità max       | Acceler. 0–100 km/h | Consumo (l/100 km) | Anni di produzione |
| Versioni a benzina | Versioni a benzina | Versioni a benzina              | Versioni a benzina | Versioni a benzina                                                    | Versioni a benzina | Versioni a benzina | Versioni a benzina | Versioni a benzina | Versioni a benzina | Versioni a benzina  | Versioni a benzina | Versioni a benzina |
| ------------------ | ------------------ | ------------------------------- | ------------------ | --------------------------------------------------------------------- | ------------------ | ------------------ | ------------------ | ------------------ | ------------------ | ------------------- | ------------------ | ------------------ |
| Vito 113           | 638.114            | M111E20 (111.948)               | 1998               | Iniezione elettronica                                                 | 129/5100           | 180/4200           | Manuale a 5 marce  | 1925               | 169                | 16"4                | 11,4               | 07/1996-01/1999    |
| Vito 113           | 638.194            | M111E20 (111.950)               | 1998               | Iniezione elettronica                                                 | 129/5100           | 186/ 3500-4600     | Manuale a 5 marce  | 1925               | 167                | 17"1                | 12,7               | 01/1999-08/2001    |
| Vito 114           | 638.034            | M111E23 (111.978)               | 2295               | Iniezione elettronica                                                 | 143/5000           | 210/4000           | Manuale a 5 marce  | 1925               | 174                | 14"5                | 11,6               | 08/1996-01/1999    |
| Vito 114           | 638.194            | M111E23 (111.980)               | 2295               | Iniezione elettronica                                                 | 143/5000           | 215/ 3500-4500     | Manuale a 5 marce  | 1925               | 171                | 13"6                | 11,7               | 06/1999-12/2003    |
| Versioni diesel    |                    |                                 |                    | Iniezione elettronica                                                 |                    |                    |                    |                    |                    |                     |                    |                    |
| Vito 108CDI        | 638.194            | OM611DE22LA red. (611.980 red.) | 2148               | Iniezione diretta common rail e turbocompressore                      | 82/3800            | 200/ 1500-2400     | Manuale a 5 marce  | 1935               | 143                | 26"                 | 8,2                | 01/1999-12/2003    |
| Vito 110CDI        | 638.194            | OM611DE22LA red. (611.980 red.) | 2148               | Iniezione diretta common rail e turbocompressore                      | 102/3800           | 250/ 1600-2400     | Manuale a 5 marce  | 1935               | 155                | 20"6                | 8                  | 01/1999-12/2003    |
| Vito 112CDI        | 638.194            | OM611DE22LA (611.980)           | 2148               | Iniezione diretta common rail e turbocompressore                      | 122/3800           | 300/ 1800-2500     | Manuale a 5 marce  | 1935               | 164                | 17"5                | 8                  | 01/1999-12/2003    |
| Vito 108D          | 638.164            | OM601D23 (601.942)              | 2299               | Iniezione indiretta con pre-camera e pompa in linea                   | 79/3800            | 152/ 2300-3000     | Manuale a 5 marce  | 1910               | 142                | 28"9                | -                  | 08/1996-01/1999    |
| Vito 110D          | 638.274            | OM601D23LA (601.970)            | 2299               | Iniezione indiretta con pre-camera, pompa in linea e turbocompressore | 98/3800            | 230/ 1700-2400     | Manuale a 5 marce  | 1940               | 156                | 20"6                | 8,8                | 08/1996-01/1999    |